# Jan Becher
Jan Becher és una empresa de licors txeca situada a Karlovy Vary. El producte més famós de Becher és el Becherovka.

## Història

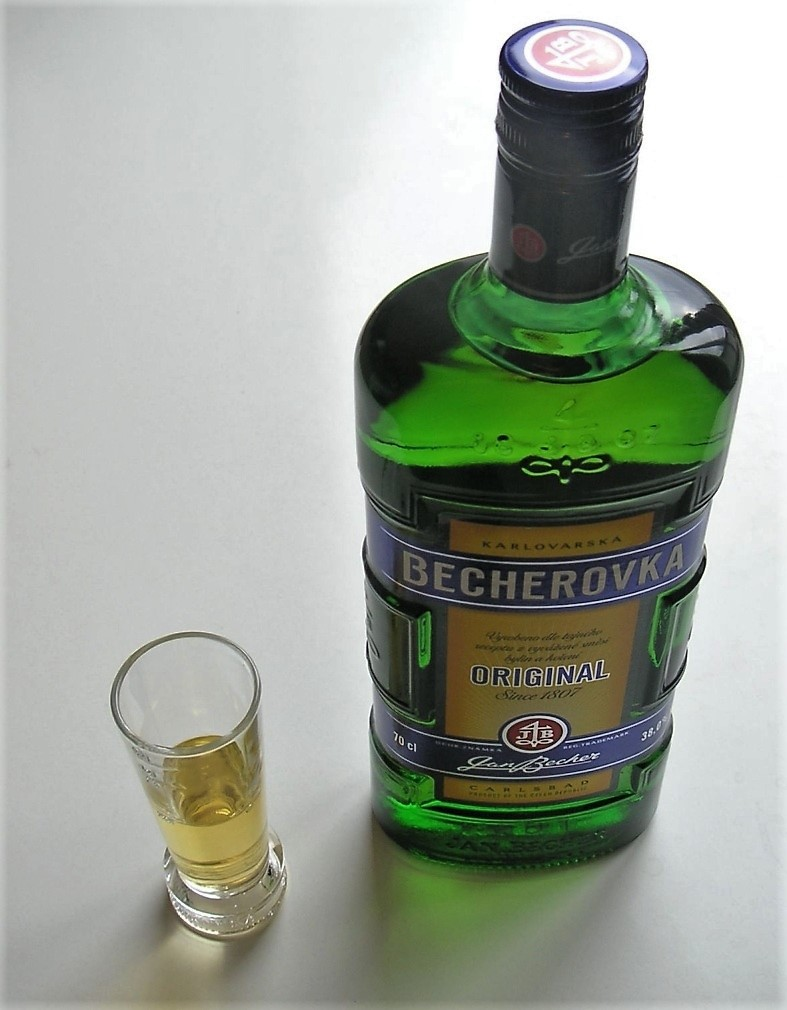
Becherovka el producte més conegut de Jan Becher

L'empresa Jan Becher - Karlovarská Becherovka, com. té més de 200 anys, concretament fou fundada a la primera dècada del segle xix quan el 1807, Josef Becher, un farmacèutic de Karlovy Vary, va començar a vendre amargs fets a la seva pròpia recepta com un tònic medicinal. El 1841, Josef Becher va morir i va passar el negoci al seu fill i hereu de Johann. Johann va iniciar la producció a gran escala, i en conseqüència el seu nom s'ha associat amb el Becherovka fins a l'actualitat. La beguda es diu Karlsbader Becherbitter. El nom Becherovka es va desenvolupar després de la Primera Guerra Mundial, quan Bohèmia va passar a formar part de Txecoslovàquia, i l'únic idioma jurídic era el txec.
En els següents cent anys (fins a 1945), la gestió de l'empresa es transmet a través de la família Becher. Després de la Segona Guerra Mundial, la companyia va ser nacionalitzada sota el Benes-decrets que va privar als alemanys i magiars locals de la propietat i la ciutadania txeca. La companyia Becherovka va ser privatitzada el 1997, quan el grup de licors francesos Pernod-Ricard va comprar el 35% de la marca i l'adquisició d'un altre 59% el 2001.
Els primers propietaris de l'empresa no estaven disposats a acceptar aquest destí sense lluita. Després del seu pare, Alfred Becher va morir el 1940, i el seu germà va morir a la Segona Guerra Mundial, el jove Hedda Baier-Becher (1914-2007) va dirigir l'empresa. Després de l'expulsió de la seva família de la Bohèmia natal, va viure a Colònia (Alemanya), i el 1949 torna a crear l'empresa amb el nom de Johann Becher OHG Likörfabrik el 1949, amb els actius alemanys de l'empresa de la família, ja que Alemanya no va reconèixer la legalitat de l'expropiació. El 1950, l'empresa es va traslladar a Kettwig i el 1984 a Rheinberg. Tot i que s'havia vist obligada el 1945 a divulgar la recepta secreta a la policia txeca, sabia de memòria la recepta, així, i juntament amb uns pocs treballadors de l'antiga empresa va crear un producte superior, que es ven com a Karlsbader Becher amb distintiu blau i etiquetes de color groc. A la dècada de 1970 Emil Underberg, el fabricant alemany d'amargs Underberg, va comprar la major part de l'empresa.
Durant molts anys, l'existència de dues empreses, la que dirigia els propietaris i l'altra de l'expropiador, no era un problema gran. La marca txeca es venia en el bloc comunista i la societat alemanya a Alemanya. A la dècada de 1980, però, va arribar una major competència i a l'octubre de 1985 Underberg i el Ministeri de Comerç Txec van fer un acord. L'empresa alemanya deixaria de fer el licor, a canvi de convertir-se en l'únic distribuïdor a Alemanya del producte de fabricació txeca, però utilitzant les seves pròpies ampolles i no les que usava l'empresa txeca. Quan l'empresa txeca va acabar l'acord el 1994, la Johann Becher OHG va començar a fabricar Karlsbader Becher de nou. Aquesta situació va ser demandada per infracció de marques, però el Landgericht Düsseldorf va aclarir que Hedda Baier-Becher va ser, a Alemanya, l'únic i exclusiu propietari dels negocis del seu pare, incloent la marca Karlsbader Becher.
El conflicte es va resoldre quan Pernod Ricard va adquirir Johann Becher OHG l'abril de 1999, i el va vendre a l'empresa de Becherovka, abans d'adquirir Becherovka per complet en 2001.

## Productes
Becherovka és el principal producte de Jan Becher i s'exporta a 35 països el 2008. Altres productes són Lemond, Limet, el cordial i l'aperitiu KV 14.